# Phasenprophylaktikum
Ein Phasenprophylaktikum oder Stimmungsstabilisierer ist ein Psychopharmakon, welches die Häufigkeit und Schwere von manisch-depressiven Phasenwechseln reduziert. Sie werden zur Behandlung bipolarer Störung verwendet, wo sie manische und depressive Gemütsveränderungen mindern. Ebenso werden sie beim bipolaren Typ der schizoaffektiven Störung eingesetzt.
Lithiumsalze sowie Carbamazepin, Valproinsäure und Lamotrigin sind etablierte Phasenprophylaktika.